# Красная Армия (газета)
«Красная Армия» — ежедневная газета, орган политического управления Украинского военного округа.
Выходила в 1919—1925 годах на русском языке в Киеве, в 1925—1934 в Харькове на украинском языке и с 1934 до января 1938 года снова в Киеве. У «Красной Армии» были приложения: «Красная Звезда» (1921—1922), «Вийськор» (1927—1933) и др.